# Giorgi Arweladse

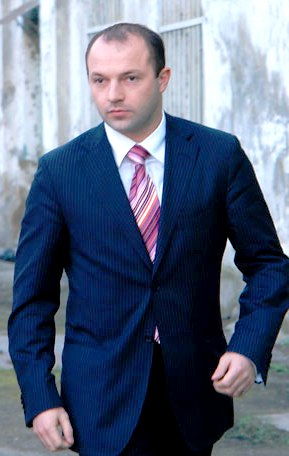
Giorgi Arweladse (2006)

Giorgi Arweladse (georgisch გიორგი არველაძე; * 10. Juli 1978 in Tiflis) ist ein georgischer Politiker (Nationale Bewegung - Demokraten). Von 2004 bis 2005 war er Vizepräsident der Parlamentarischen Versammlung des Europarats (PACE). Von November 2006 bis Januar 2008 war er Minister für wirtschaftliche Entwicklung Georgiens.

## Leben

### Jugend und Studium
Nach Abschluss der Oberschule wurde er 1995 außenpolitischer Mitarbeiter des regierungsunabhängigen Zentrums für politische Entwicklung in Tiflis. 1997 und 1998 studierte er Soziologie und Politikwissenschaft an der Universität Tel Aviv. 1999 wechselte er zur Staatlichen Universität Tiflis, wo er ein Bachelor-Examen in Internationalen Beziehungen ablegte. 2000 erlangte er am Georgischen Institut für öffentliche Angelegenheiten einen Master-Abschluss in öffentlicher Verwaltung.

### Ministerialbeamter
2000 wurde er wissenschaftlicher Mitarbeiter des Justizausschusses des georgischen Parlaments. Im Januar 2001 wechselte er zunächst als Leiter der Abteilung für die Reform des Strafvollzugs in das georgische Justizministerium unter Micheil Saakaschwili, wurde später Leiter der Abteilung für Information und Analyse. Nach dem Rücktritt Saakaschwilis verließ auch Arweladse das Ministerium.

### Rechte Hand Saakaschwilis
Im November 2002 wurde er Mitglied des Stadtrats (georgisch Sakrebulo) von Tiflis, einen Monat später Büroleiter Saakaschwilis als Stadtratsvorsteher. Georgiens amtierende Staatspräsidentin Nino Burdschanadse ernannte ihn im November 2003 zum Chef des Staatlichen Informationszentrums, 2004 wurde er Pressesprecher des Präsidenten.

### Abgeordneter
Von April 2004 bis Oktober 2005 war er Abgeordneter des georgischen Parlaments, von Juni 2004 bis Oktober 2005 Vizepräsident der Parlamentarischen Versammlung des Europarats (PACE) und stellvertretender Vorsitzender der parlamentarischen Gruppe der Allianz der Liberalen und Demokraten für Europa (ALDE). Zugleich war er Chef der assoziierten Delegation des georgischen Parlaments bei der Parlamentarischen Versammlung der NATO (NATO PV).

### Minister
Im Oktober 2005 berief ihn Saakaschwili zum Chef der Präsidialverwaltung. Am 20. November 2006 wurde er georgischer Minister für wirtschaftliche Entwicklung. Er wurde am 31. Januar 2008 nicht in das Kabinett der zweiten Amtszeit Präsident Saakaschwilis übernommen und kündigte an, in die Privatwirtschaft wechseln zu wollen.

### Verbands- und Parteimitgliedschaften
Arweladse war 1996 Vorsitzender des außenpolitischen Ausschusses des Rats der Jugendorganisationen Georgiens, 1997 Vorsitzender der Georgischen Studentenverbände. Im Oktober 2001 trat er der von Saakaschwili gegründeten Partei Vereinigte Nationale Bewegung (heute: Nationale Bewegung – Demokraten) bei.
Er ist verheiratet und hat zwei Kinder, spricht englisch und russisch.